# Diocesi di Ross

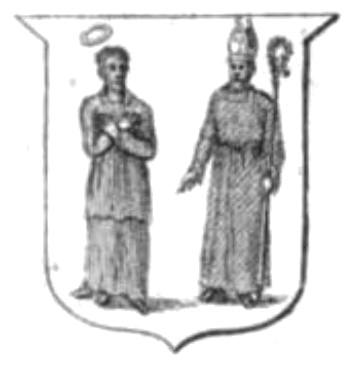
Antico stemma della diocesi.

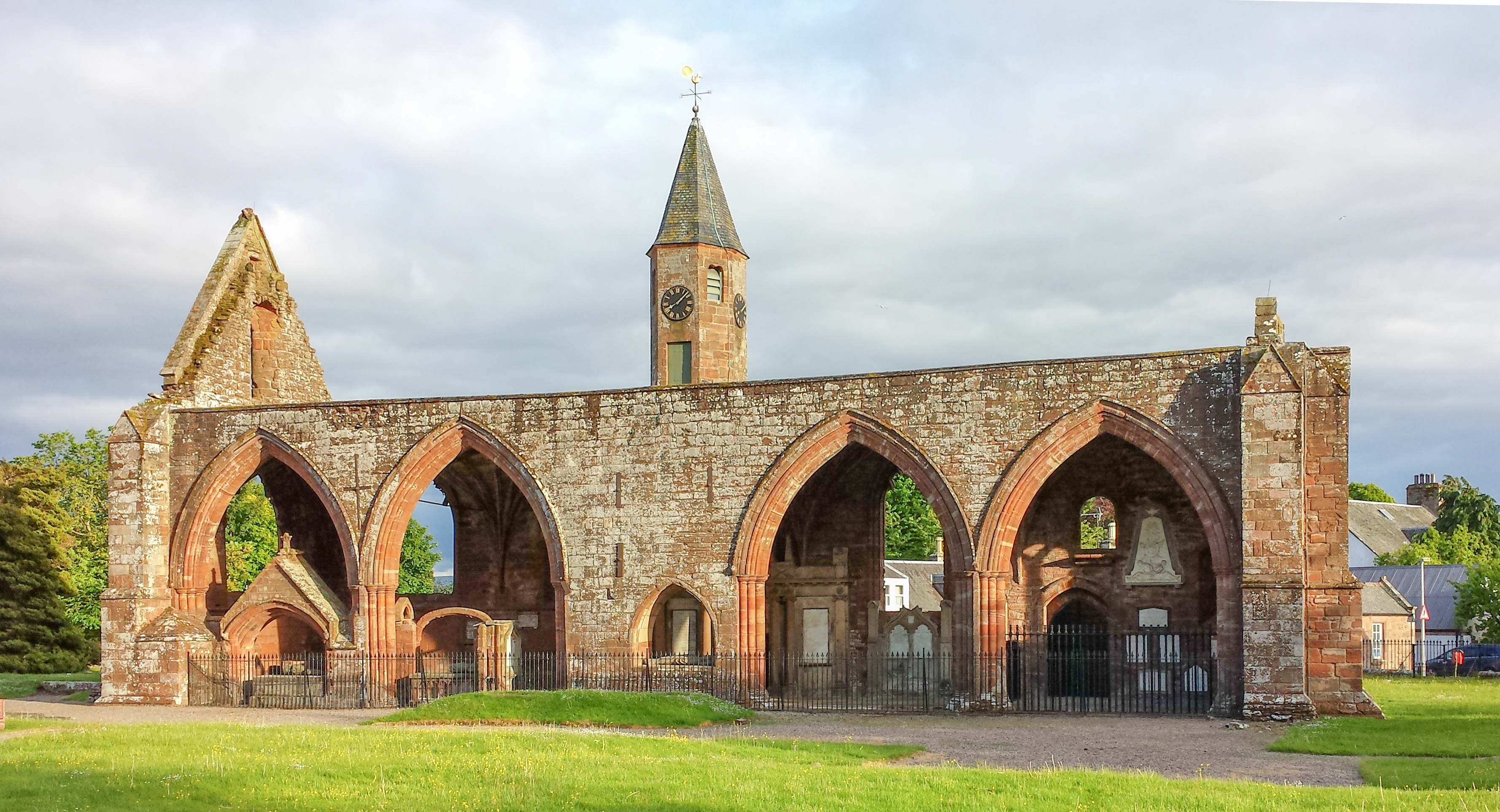
Ruderi della cattedrale di Fortrose.

La diocesi di Ross o Rosemarkie (in latino Dioecesis Rossmarkensis o Rossensis) è una sede soppressa e sede titolare della Chiesa cattolica.

## Territorio
La diocesi copriva il Ross-shire, all’epoca comprendente anche il Cromartyshire. La ricerca storica ha ricostruito la lista delle sue 37 parrocchie: Alness, Altyre (Kilmorack), Applecross, Ardersier (exclave in Moray), Avoch, Contin, Cromarty, Cullicudden, Dingwall, Edderton, Eddyrdor (Killearnan), Fodderty, Fortrose, Gairloch, Inveraferan (Urray), Kilmoremethet (Kilmuir Easter), Kilmuir Wester, Kiltearn, Kincardine, Kinnettes, Kintail, Kirkmichael, Lemlair, Lochalsh, Lochbroom, Lochcarron, Logiebride (Logie Wester), Logiemethet (Logie Easter), Nigg, Nonikiln/Newnakle (Rosskeen), Rosemarkie, Rosskeen, Suddie, Tain, Tarbat, Tarradale (Kilchrist) e Urquhart.

## Storia
La diocesi di Ross fu eretta nei primi decenni del XII secolo durante il regno di Davide I. Il primo vescovo conosciuto è Macbeth, che si firma in un documento del 1131 con l'espressione Ego Makbeth Rosmarkensis episcopus.
Fin verso la metà del XIII secolo sede episcopale fu la città di Rosemarkie; in seguito la sede fu trasferita a Fortrose.
Nel XII secolo la diocesi veniva chiamata Rosemarkie, ma poi comunemente ha assunto il nome di Ross perché ricopriva quasi interamente la vecchia contea di Ross (oggi chiamata Ross-shire).
Fin dalla sua fondazione la diocesi era immediatamente soggetta alla Santa Sede; il 17 agosto 1472 entrò a far parte della provincia ecclesiastica di Saint Andrews.
L'ultimo vescovo cattolico di Ross fu John Lesley, deceduto nel 1596: la remota ubicazione della sede ritardò infatti di alcuni decenni l'arrivo della Riforma. Gli succedette nel 1600 David Lindsay, che ruppe la comunione con la Santa Sede. La diocesi episcopaliana di Ross fu soppressa nel 1688, e la cattedrale di Fortrose andò in rovina.
Dal 1974 Ross è annoverata tra le sedi vescovili titolari della Chiesa cattolica con il nome di Rosemarkie (Rossmarkensis); dal 28 dicembre 2005 il vescovo titolare è Paul Joseph Hendricks, vescovo ausiliare di Southwark.

## Cronotassi

### Vescovi
- Macbeth † (menzionato nel 1131)
- Simeon † (menzionato nel 1150)
- Gregory † (1161)
- Reginald † (1195 - 1213 deceduto)
- Andrew Murray † (1213 - ?)
- Robert I † (1214 - 1227)
- San Duthac † (circa 1230 - 8 marzo 1249 deceduto)
- Robert II † (1269 - ?)
- Matthew † (28 dicembre 1272 - 1274 deceduto)
- Robert de Fifyne † (8 aprile 1275 - ?)
- Thomas de Dundumore † (18 novembre 1295 - ? deceduto)
- Roger † (17 aprile 1325 - ? dimesso)
- Alexander Steward † (3 novembre 1350 - circa 1370 deceduto)
- Alexander Kylquhous † (9 maggio 1371 - ? deceduto)
- Alexander † (17 agosto 1398 - ? deceduto)
- Griffin † (14 febbraio 1414 - ? deceduto)
- John Bullock † (10 marzo 1418 - 1439 deceduto)
- Thomas de Tullach † (26 settembre 1440 - ? deceduto)
- John Shipton, O.Cist. † (1º ottobre 1464 - ? deceduto)
- William Elphinstone † (3 agosto 1481 - 19 marzo 1483 nominato vescovo di Aberdeen)
- Thomas Hay † (16 maggio 1483 - ?)
- John Guthrie † (11 aprile 1492 - ? deceduto)
- John Frisel † (14 marzo 1498 - 5 febbraio 1507 deceduto)
- Robert Cockburn † (9 luglio 1507 - 27 aprile 1524 nominato vescovo di Dunkeld)
- James Hay † (27 aprile 1524 - dopo aprile 1538 deceduto)
- Robert Cairncross, O.S.A. † (14 aprile 1539 - 30 novembre 1545 deceduto)
- David Paniter † (28 novembre 1547 - 1º ottobre 1568 deceduto)
- Henry Sinclair † (2 giugno 1561 - 2 gennaio 1565 deceduto)
- John Lesley † (22 aprile 1575 - 16 dicembre 1592 nominato vescovo di Coutances)

### Vescovi titolari
- Louis-de-Gonzague Langevin, M. Afr. † (9 agosto 1974 - 14 luglio 1979 nominato vescovo di Saint-Hyacinthe)
- Marcel André Joseph Gervais † (19 aprile 1980 - 3 maggio 1985 nominato vescovo di Sault Sainte Marie)
- Donald William Wuerl (30 novembre 1985 - 11 febbraio 1988 nominato vescovo di Pittsburgh)
- William George Curlin † (2 novembre 1988 - 22 febbraio 1994 nominato vescovo di Charlotte)
- Paul Joseph Hendricks, dal 28 dicembre 2005